# Вилсанди
Вилсанди (ест. Vilsandi) естонско је острво смештено у западном делу земље, западно од острва Сарема у акваторији Балтичког мора. Припада архипелагу Западноестонских острва. Административно припада округу Сарема. Вилсанд је најзападније насељено естонско острво.
Површина острва је 8,75 км², а према статистичким подацима са пописа становништва из 2011. на острву је живело свега 6 становника. Воде око острва су доста плитке и препуне хриди и стена те је приступ острву могућ само чамцима или из ваздуха.
Острво Вилсанди је једно од најважнијих станишта миграторних птица, те је због осетљивости свог екосистема још 1910. проглашено за строги орнитолшки резерват. Већи део острва је данас у границама националног парка Вилсанди, а лов на острву је строго забрањен. Острво је популарна туристичка дестинација.